# Palanda

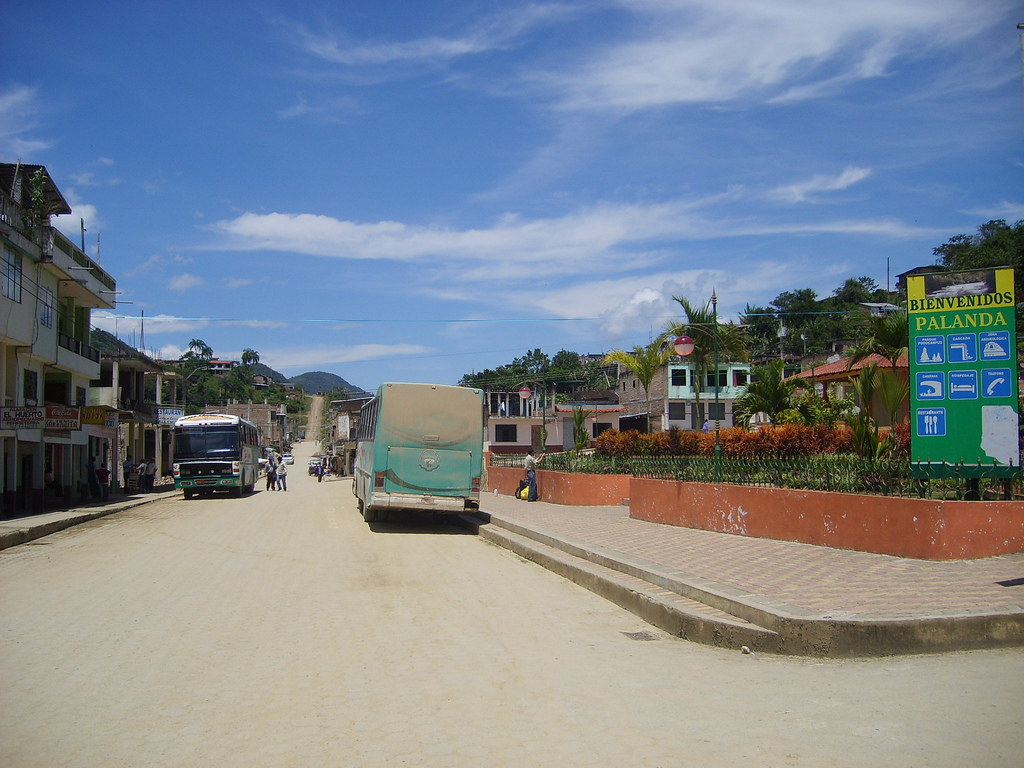
Parque central de Palanda.

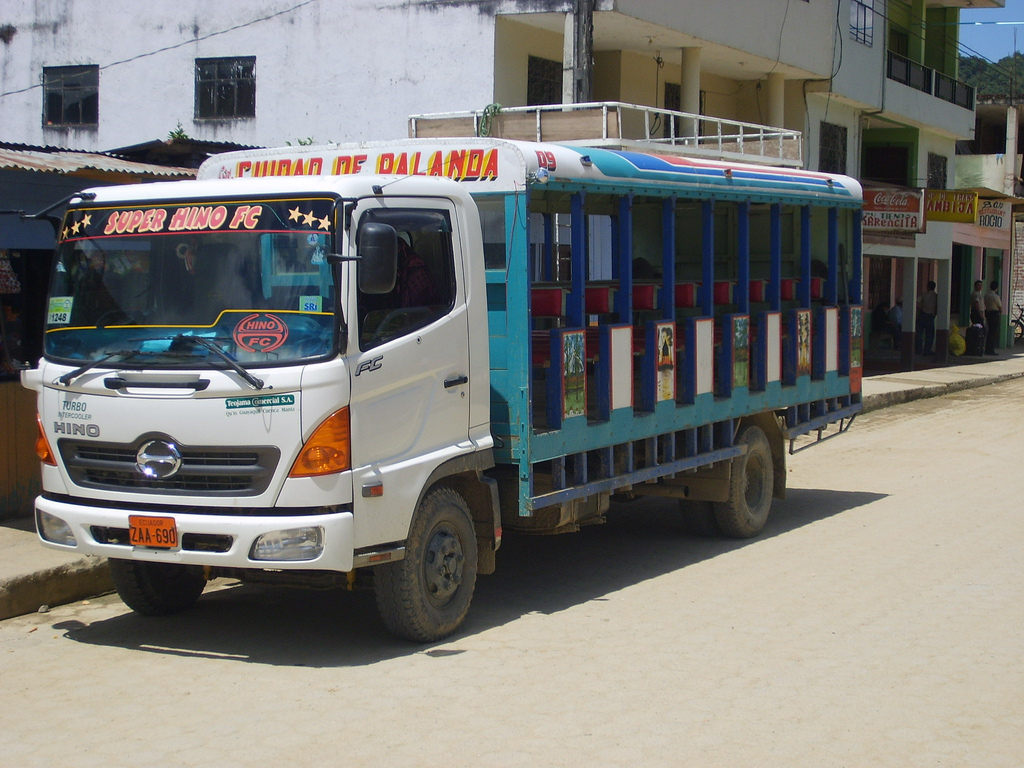
"Autobús" de transporte local en Palanda.

Palanda es la parroquia urbana y cabecera cantonal del cantón Palanda, provincia de Zamora Chinchipe en el Ecuador. Se encuentra a 1200 m, en la margen del río Mayo-Chinchipe, conocido al pasar por esta localidad como río Palanda. 

## Historia
Los incas siempre trataron de someter a los indígenas Bracamoros que habitaban los territorios de los cantones Chinchipe y Palanda, pero fueron derrotados. Una de las tribus más aguerridas de los Bracamoros era la de LOS PALANDAS, que según cuentan los cronistas españoles de la colonia, fueron largas y cruentas las masacres que les infringieron los Palandas a los ejércitos Incas.  Del libro de historia del Dr. Jorge García Alberca de los cantones de Chinchipe y Palanda: historia precolombina y colonial", tenemos un algunos datos interesantes.
"Por una visita a la ciudad de Valladolid, (fundada por el capitán español Juan de Salinas en 1557) del capitán Hernando de la Vega encomendero de Palanda, por mandato y comisión del Adelantado Don Juan de Salinas, en 1580, se da cuenta de que en el pueblo de Palanda tenía 230 indios, de ellos 120 hombres y 110 mujeres.
En el Archivo Nacional de Historia, donde el cacique del pueblo de Palanda Don Melchor Guaca, reclama con ayuda del protector de naturales (indios)ante la Real Audiencia de Quito por el abuso del cobrador de diezmos en 1698.
En la colonia y hasta bien entrada la república siguió el pueblito de Palanda subsistiendo precariamente, pero a partir del año 1922 hasta 1950 más o menos empieza a repoblarse y entre 1980 con la apertura de la carretera,a empezó el despegue económico y poblacional, con la llegada masiva de colonos de Cariamanga, Espíndola, Loja, etc., hasta hoy ser una ciudad y cantón muy próspero (García Jorge: 2011; HISTORIA DEL CANTÓN PALANDA, Obra inédita)
Al parecer el actual asentamiento es de reciente creación, el cual se originó por ser un sitio de descanso y cruce del río Mayo-Chinchipe durante el tránsito de viajeros en el antiguo camino que conectaba Zumba con Loja, pasando por Valladolid"..
La existencia de las minas del mismo nombre, los indígenas Bracamoros del lugar mencionados en la época de la Colonia, y un anterior asentamiento que existió a finales de la década de 1840, tal vez sirvieron para restablecer este poblado. Los Bracamoros pudieron derrotar a los incas durante una batalla en el actual poblado de San-Agustín La primera evidencias humanas en la región se encuentran a pocos kilómetros de la cabecera cantonal, en Santa-Ana/La Florida.

## Información general
Palanda es conocida porque en ella se desarrollan la actividad ganadera, explotación maderera y agricultura de subsistencia basada en la producción de café, chonta, plátano, yuca y cítricos. Además en sus bosques se encuentra una diversidad de aves endémicas que necesitan ser protegidas. 
Posee dos hoteles para recibir al visitante, como son: Residencial Palanda y Hotel Corazón del Chinchipe, además existen varios restaurantes para degustar la gastronomía local.

## Principales atracciones turísticas
Alrededor de la misma existen varios sitios de atracción turística como son: 
Cerro Pajas. Es una elevación sobresaliente que se encuentra cerca de Palanda, apta para practicar el excursionismo por su diversidad de aves y exuberante flora orquidácea. 
Valle de Fátima. Al recorrer las localidades de Fátima, Valle Hermoso, Río Blanco y La Palmira, en el valle surcado por el río Blanco o Jíbaro, se podrá evidenciar en el valle su gran valor antropológico, arqueológico y biológico.